# Фэйлин (циклон)
Очень жестокий циклонный шторм Фэйлин (тайск. ไพลิน — «сапфир»; англ. Phailin) — тропический циклон, который нанёс ущерб Таиланду, Мьянме, Непалу и индийским штатам Андаманские и Никобарские острова, Орисса, Андхра-Прадеш, Джаркханд и Западная Бенгалия.

## Метеорологическая история
4 октября Японское метеорологическое агентство начало следить за тропической депрессией, которая развивалась в Сиамском заливе, в 400 км к западу от города Хошимин (Вьетнам).